# 44-я учебная танковая дивизия
44-я учебная танковая Лисичанская Краснознамённая дивизия — воинское соединение Вооружённых сил СССР и Российской Федерации.

## История
Свою историю ведёт от 279-я стрелковая дивизия (2-го формирования). сформированной из частей 59-й отдельной стрелковой бригады в июне-августе 1942 года в районе г. Балахна Горьковской области.

Закончила дивизия войну как 279-я стрелковая Лисичанская Краснознамённая дивизия
.
После войны директивой Верховного Главнокомандующего от 17 августа 1945 года 279-я стрелковая Лисичанская Краснознамённая дивизия направлена на постоянную дислокацию в Еланские лагеря Уральского военного округа.
- В мае 1946 года переформирована в 23-ю отдельную стрелковую Лисичанскую Краснознамённую бригаду.
- 12 сентября 1953 года переформирована в 61-ю механизированную Лисичанскую Краснознамённую дивизию.
- 25 апреля 1957 года  переформирована в 44-ю танковую Лисичанскую Краснознамённую дивизию.
- 15 декабря 1958 г. 44 танковая Лисичанская Краснознамённая дивизия переведена из подчинения 63-го армейского корпуса и введена в непосредственное подчинение Командующему войсками Уральского военного округа
- С 1 октября 1960 года переформирована в 44-ю учебную танковую Лисичанскую Краснознамённую дивизию. Камышлов
- С декабря 1987 года дивизия переформирована в окружной учебный центр подготовки младших военных специалистов.
- В июне 1998 года в результате преобразования созданы 44-я танковая Лисичанская Краснознамённая дивизия Министерства обороны Российской Федерации (кадр) и 473-й окружной учебный Лисичанский Краснознамённый центр подготовки младших специалистов.[2]

## Подчинение
- В составе 63-го армейского корпуса Уральского военного округа

## Состав

### 1988
- управление
- 324-й танковый полк
- 347-й танковый Амурский полк,
- 383-й танковый полк;
- 213-й мотострелковый полк;
- 831-й артиллерийский полк;
- 491-й зенитный артиллерийский дивизион;
- 1381-й отдельный разведывательный батальон;
- 11-й отдельный ремонтно-восстановительный батальон;
- 1147-й отдельный инженерно-сапёрный батальон;
- 90-й отдельный батальон связи;
- 216-й отдельный медицинский батальон.[3]

## Награды и наименования
| Награда (наименование)              | Дата                                                           | За что получена                                                   |
| ----------------------------------- | -------------------------------------------------------------- | ----------------------------------------------------------------- |
| «Лисичанская» Почётное наименование | 8.09.1943                                                      | За освобождение г. Лисичанск. По преемственности от 279-й сд (2ф) |
| Орден Красного Знамени              | Указом Президиума Верховного Совета СССР от 3 ноября 1944 года | За отличия в боях. По преемственности от 279-й сд (2ф)            |

## Память
- 5 мая 1970 года на центральном проспекте Лисичанска был открыт мемориальный комплекс (архитектор Н. Г. Иванченко). На постаменте – танк Т-34, прибывший в Лисичанск своим ходом из расформированной военной части.
- В память освобождения города Лисичанск и освобождения Донбасса установлен мемориальный комплекс «Привольнянский плацдарм».